# IC 1541
IC 1541 је спирална галаксија у сазвјежђу Андромеда која се налази на листи објеката дубоког неба у Индекс каталогу.
Деклинација објекта је + 22° 0' 2" а ректасцензија 0h 20m 2,0s. Привидна величина (магнитуда) објекта IC 1541 износи 14,5 а фотографска магнитуда 15,3. IC 1541 је још познат и под ознакама CGCG 478-55, NPM1G +21.0009, PGC 1287.